# 成长别烦恼
成长别烦恼是上海文广制作的表现当代青少年成长的电视剧。剧情是张西西一家四口的日常生活。该片在上海东方电视台哈哈少儿频道和中央电视台经济频道播出。片头曲是《阳光那么好》，片尾曲是《baby你要乖》。

## 人物及演员
- 张大海（爸爸）：沈荣海
- 小洁（妈妈）：杨昆
- 张西西（儿子）：贝逸宁
- 张欢欢（姐姐）：林奕
- 钱妮（西西的同学）：汤梦佳
- 小强（西西的同学）：施文斌